# Прапор Лубенського району
Пра́пор Лу́бенського райо́ну — офіційний символ Лубенського району Полтавської області, затверджений 16 липня 2004 року рішенням сесії Лубенської районної ради. 5 січня 2007 року перезатверджений зі змінами.

## Опис
Прапор — прямокутне малинове полотнище зі співвідношенням сторін 2:3, на якому зображено жовтий лапчастий хрест.